# Global Crossing
Global Crossing war ein Telekommunikationskonzern mit Sitz in Bermuda, der ein weltweites Glasfaserkabel-Netzwerk zur Datenübertragung betrieb.

## Geschichte
Global Crossing baute von 1997 bis 2001 ein globales IP-Backbone auf, zu dem z. B. auch das Unterseekabel AC-1 gehört. Die Einrichtungs- und Betriebskosten des Netzwerks und die allgemeine Überversorgung mit Bandbreite führten im Januar 2002 dazu, dass der Konzern seinen Zahlungsverpflichtungen nicht nachkommen konnte und Gläubigerschutz gemäß Chapter 11 des US-amerikanischen Konkursgesetzes beantragen musste. Die Verbindlichkeiten des Konzerns beliefen sich auf 12,4 Mrd. US-Dollar. Der Firmengründer Gary Winnick verkaufte noch kurz zuvor Aktien im Wert von 734 Mio. US-Dollar.
Am 9. August 2002 stimmten Global Crossing und seine Gläubiger einem Kaufangebot der asiatischen Telekom-Konzerne Hutchison Whampoa und Singapore Technologies Telemedia (STT) über 250 Mio. US-Dollar für 61,5 Prozent des Konzerns zu. Im April 2003 zog Hutchison Whampoa sein Gebot zurück, nachdem sich US-Regierungsbeamte gegen einen Verkauf an den Konzern aus Hongkong ausgesprochen hatten. Im Dezember 2003 übernahm schließlich STT allein den 61,5-prozentigen Anteil an Global Crossing.
Am 11. April 2011 wurde die Übernahme durch den bisherigen Konkurrenten Level 3 mit Hilfe eines Aktientauschs angekündigt, welche am 4. Oktober 2011 abgeschlossen wurde. Das zusammengeschlossene Unternehmen firmiert heute als Level 3 Communications, LLC.